# 多卡集团
多卡集团（Doka Group），是建筑施工行业专注于建筑模板领域的一家国际知名公司，总部位于奥地利，在全世界70多个国家设有160个多个分支结构。